# Social Sofa
Ein Social Sofa oder Socialsofa ist ein Sofa mit Mosaik im öffentlichen Raum, basierend auf einer Idee der niederländischen Schauspielerin und Kabarettistin Karin Bruers. Die Bänke bestehen aus Beton, haben eine Länge von 2,24 m und die Form einer Chaiselongue.
Bruers hatte diese Idee, um Menschen miteinander in Kontakt zu bringen. Sie wollte 1000 dieser Sofas oder Bènkskes (tilburgisch) in Tilburg sehen. Die ersten 23 wurden im Mai 2006 von Bürgermeister Ruud Vreeman im Stadtzentrum enthüllt.
Bänke wurden auch an anderen Orten in den Niederlanden platziert, wie Amsterdam, Groningen und Winschoten.
Auch in Belgien und Deutschland kann man ein erstes Social Sofa finden.

## Bildergalerie

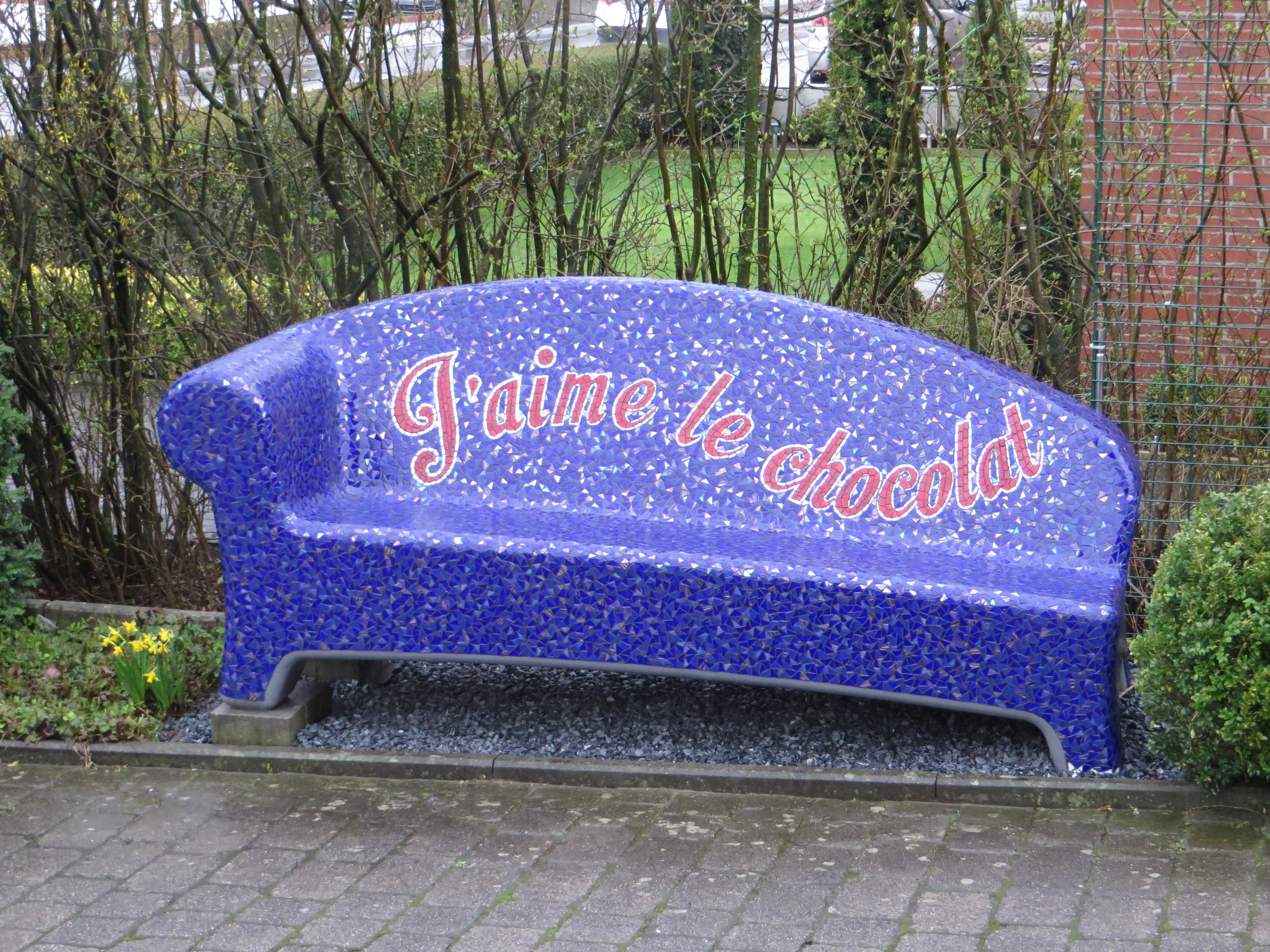
Social Sofa Südlohn (Deutschland)
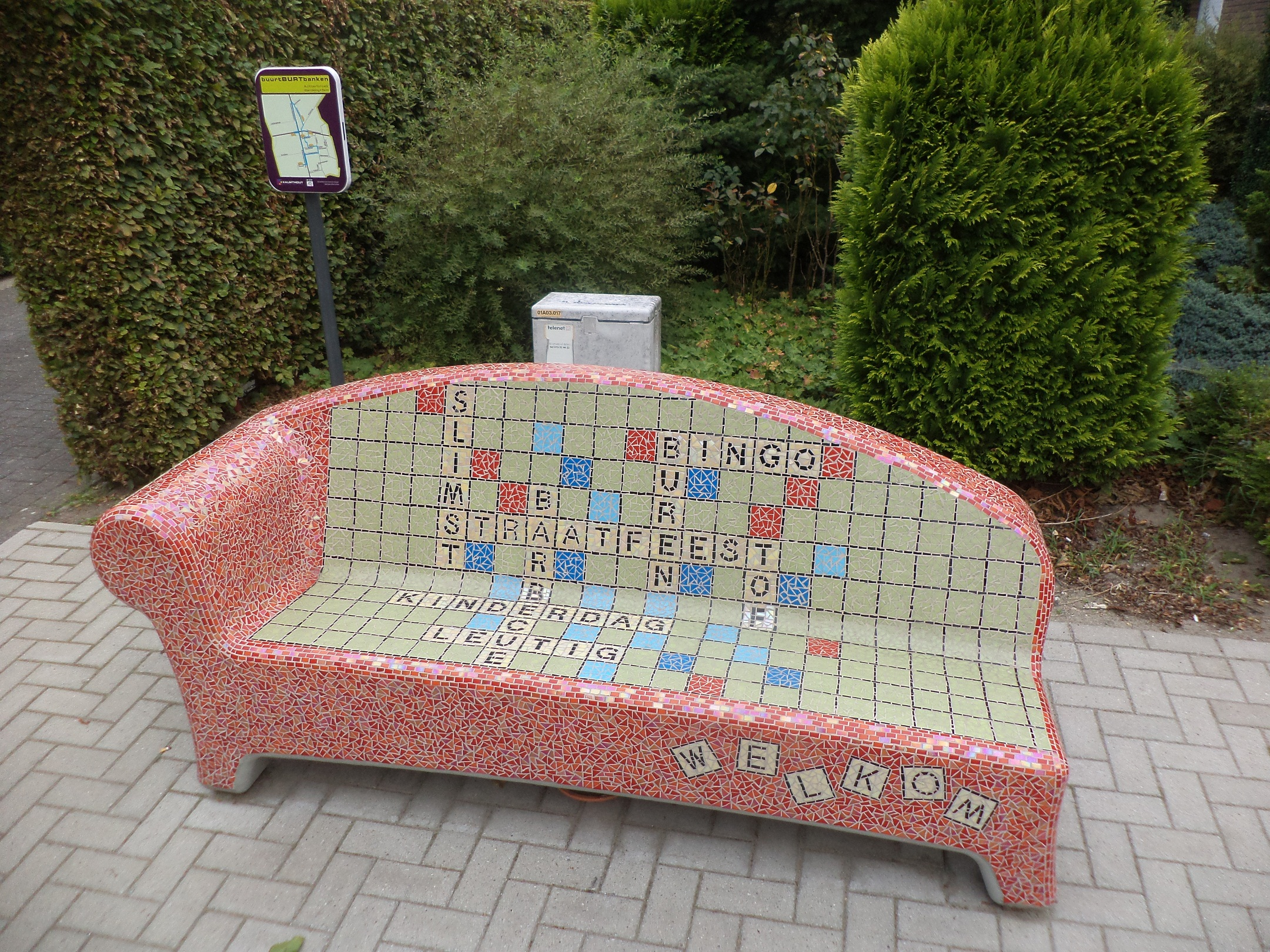
Social Sofa Achterbroek, Gemeinde Kalmthout  (Belgien)
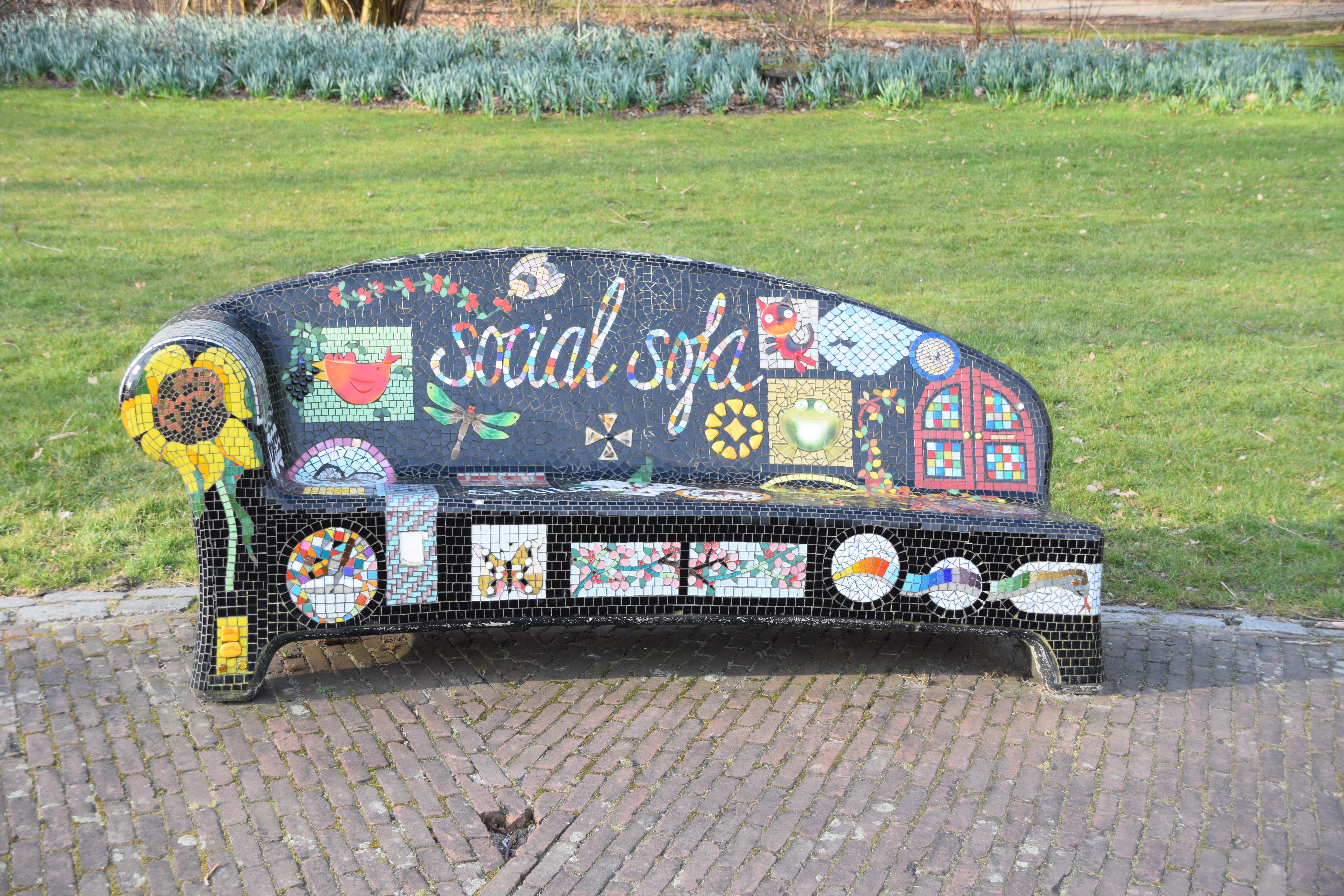
Social Sofa Amstelpark Amsterdam (Niederlande)
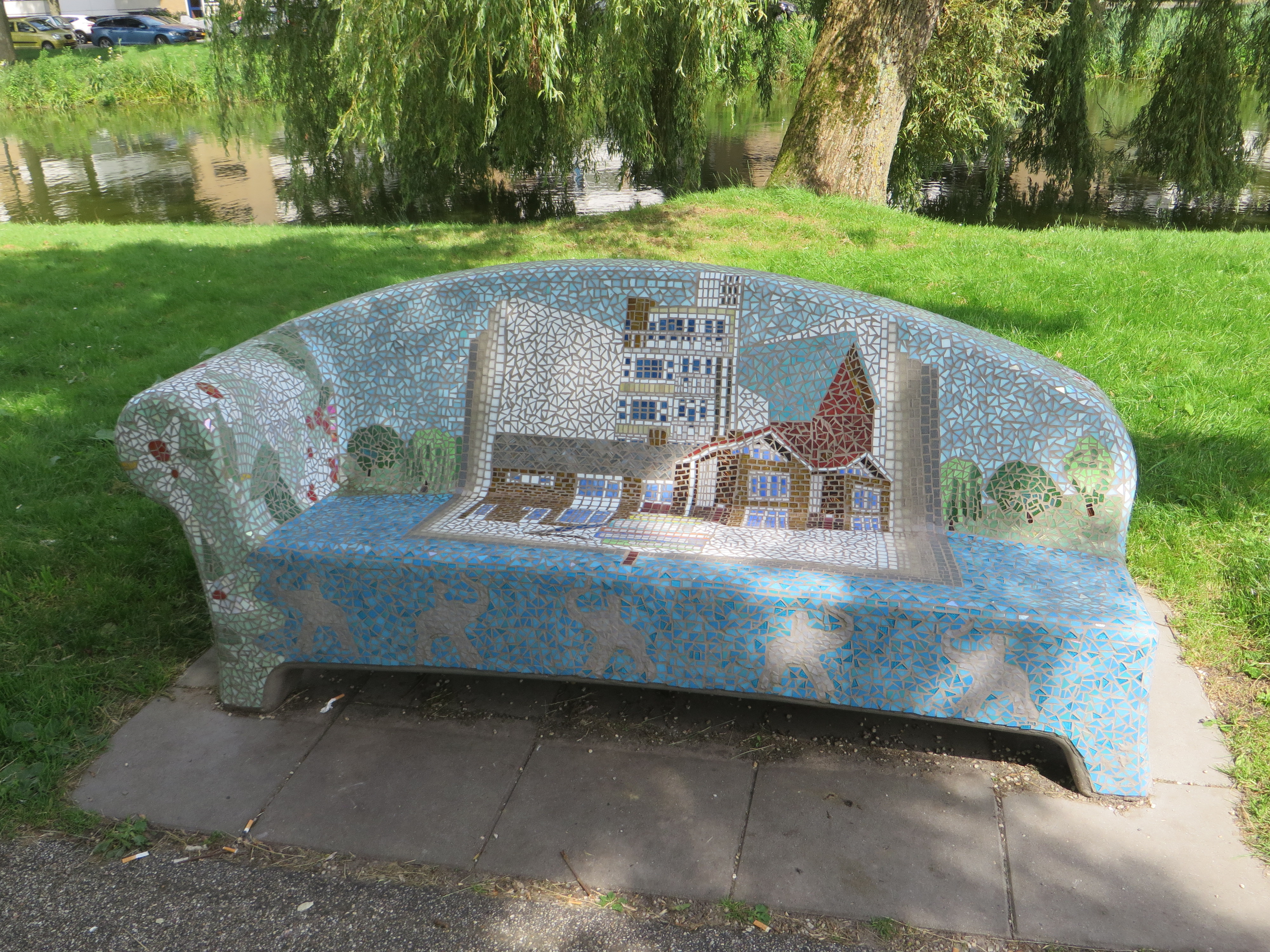
Social Sofa Groningen (Niederlande)
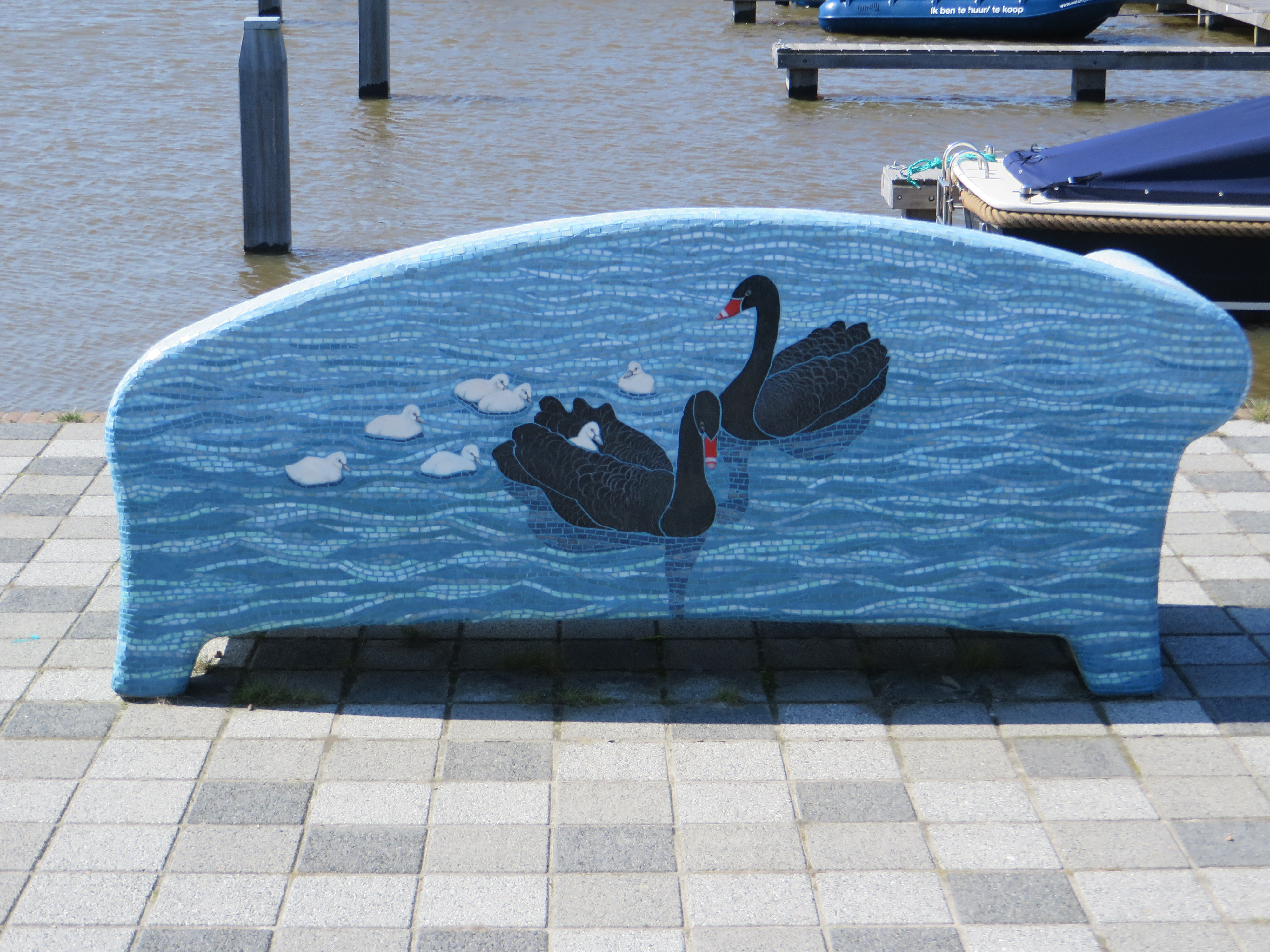
Social Sofa Blaue Stadt (Niederlande)
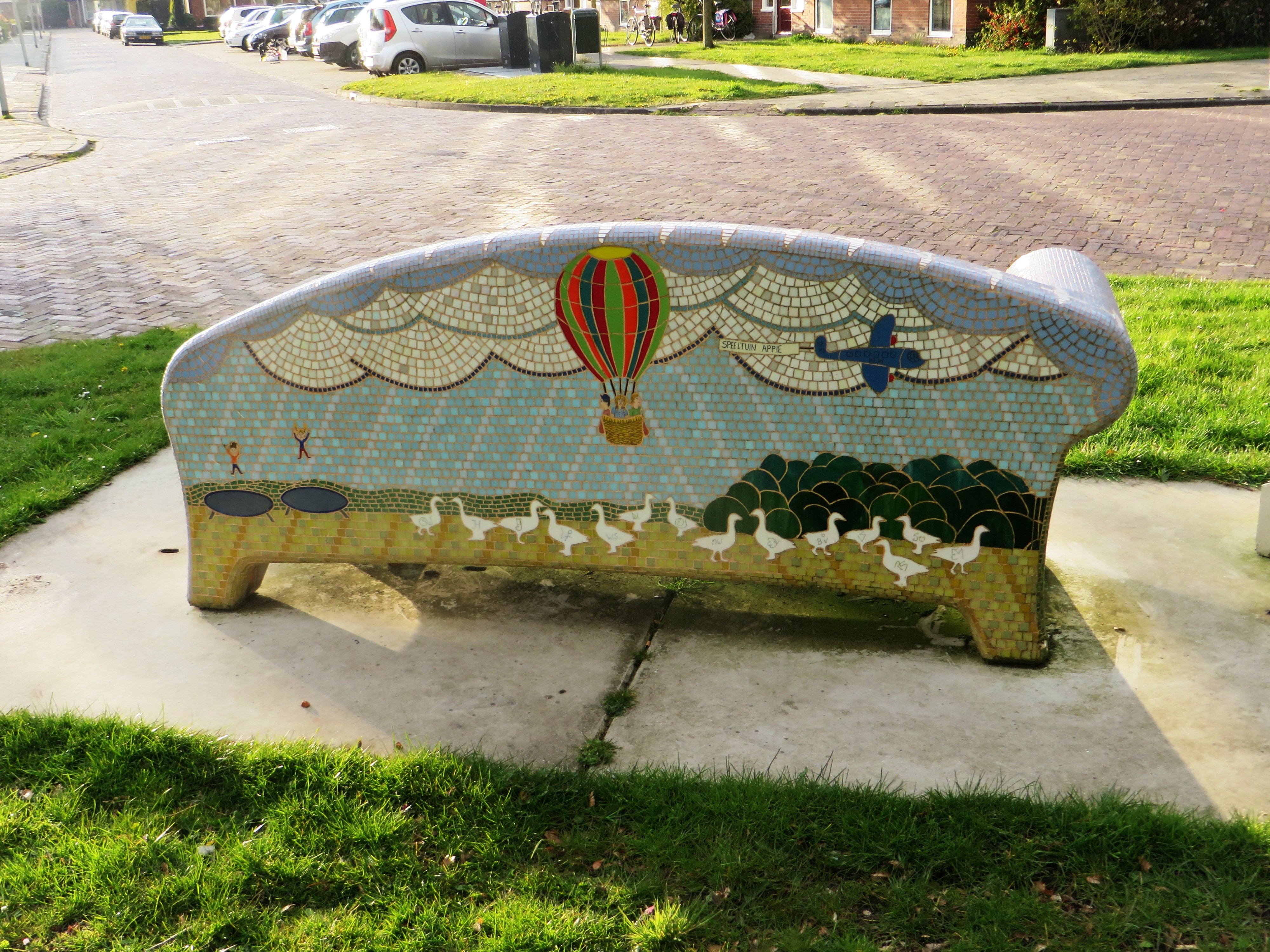
Social Sofa Winschoten (Niederlande)
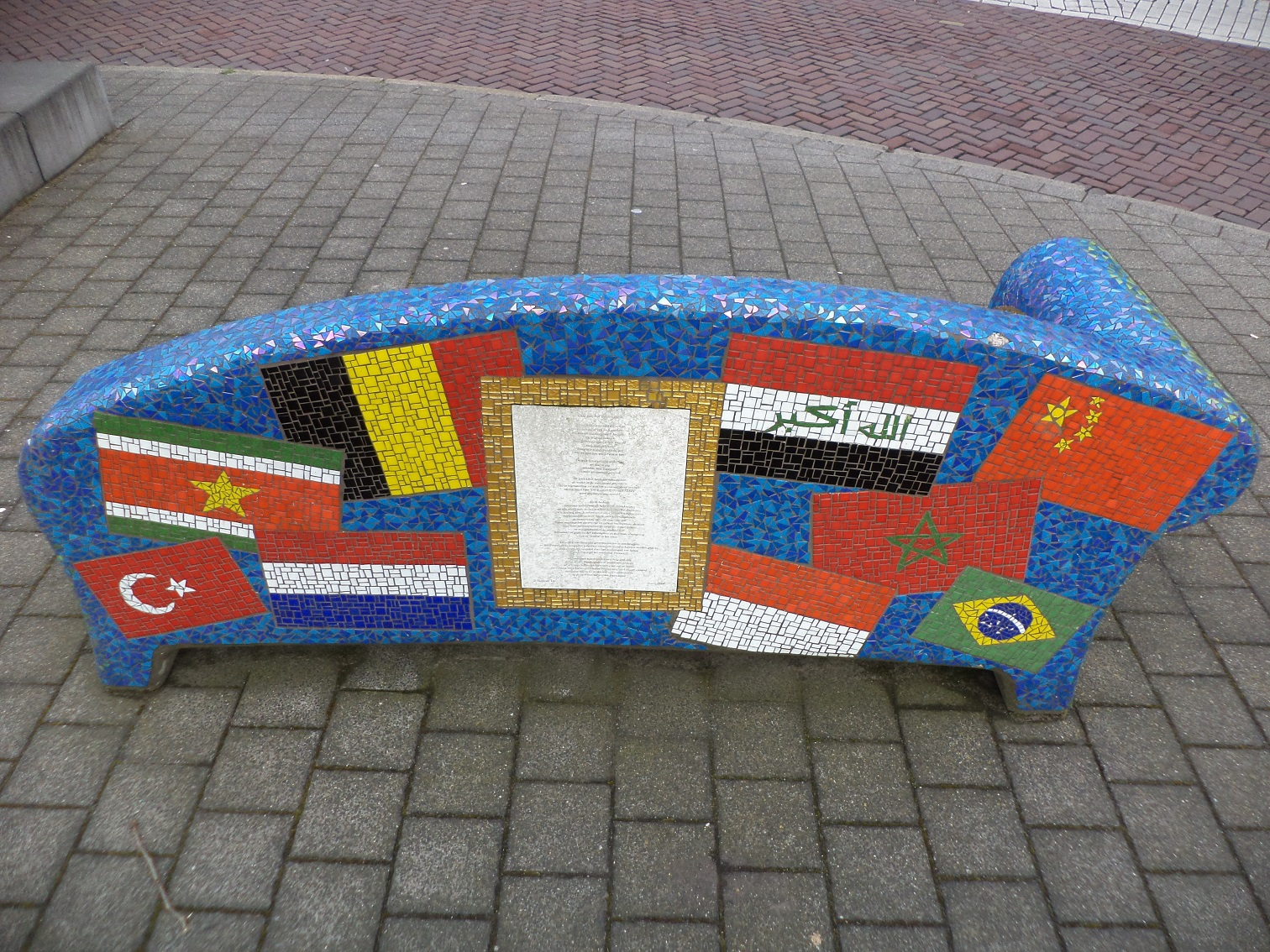
Social Sofa Breda (Niederlande)
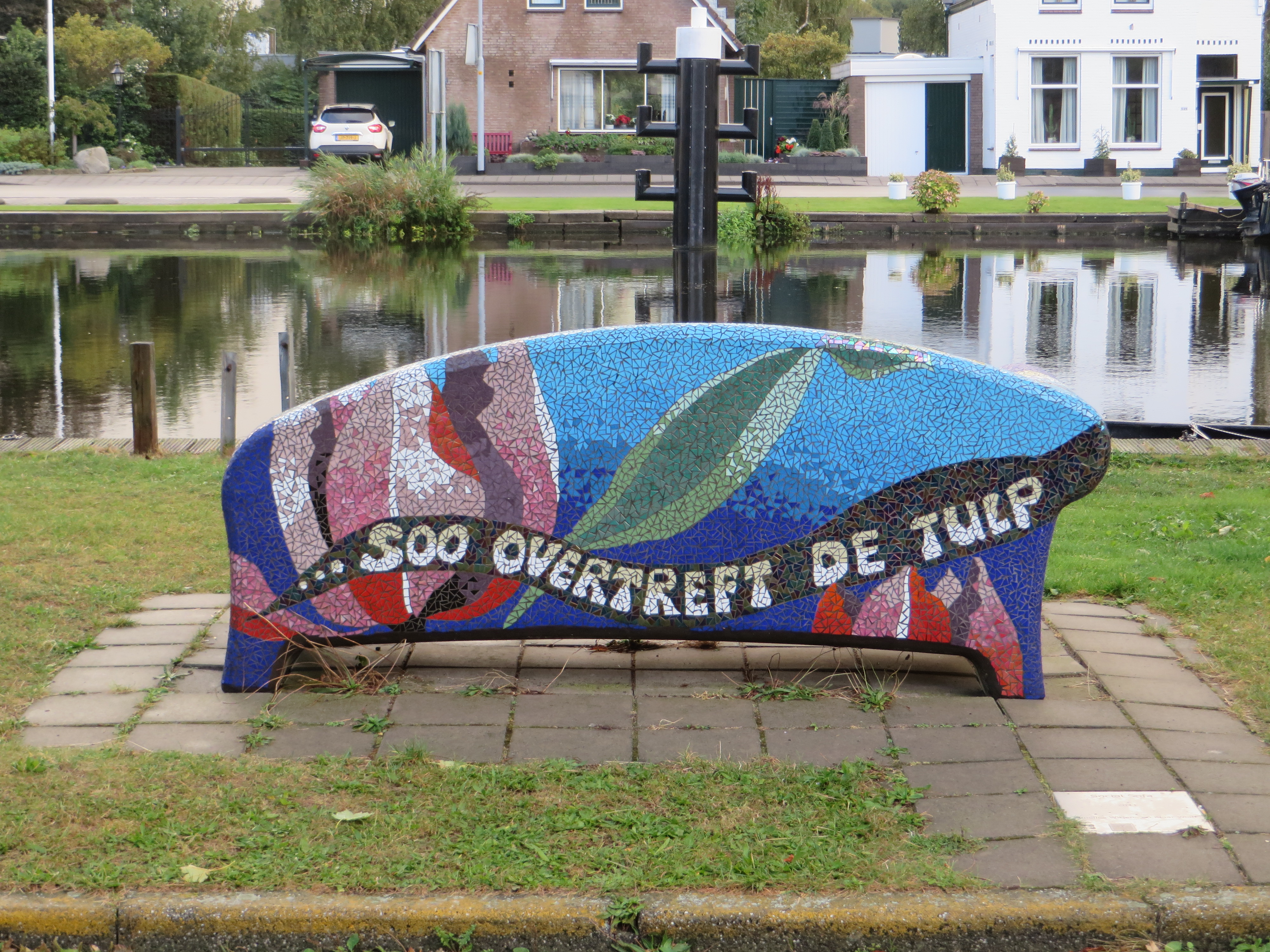
Social Sofa Lisse (Niederlande)